# Список спортивных федераций — членов Олимпийского комитета России
Это список федераций, союзов, ассоциаций по видам спорта России, являющихся членами Олимпийского комитета России. Данные приведены по состоянию на 4 декабря 2020 года.

## Олимпийские виды спорта

### Летние виды спорта
| Вид спорта                       | Название федерации/союза                            | Руководитель                     | Сайт |
| -------------------------------- | --------------------------------------------------- | -------------------------------- | ---- |
| Академическая гребля             | Федерация гребного спорта России                    | Свирин, Алексей Владимирович     |      |
| Бадминтон                        | Национальная федерация бадминтона России            | Шахрай, Сергей Михайлович        |      |
| Баскетбол                        | Российская федерация баскетбола                     | Кириленко, Андрей Геннадьевич    |      |
| Бейсбол                          | Федерация бейсбола и софтбола России                | Киселёв, Дмитрий Алексеевич      |      |
| Бокс                             | Федерация бокса России                              | Кремлёв, Умар Назарович          |      |
| Борьба (греко-римская и вольная) | Федерация спортивной борьбы России                  | Мамиашвили, Михаил Геразиевич    |      |
| Велосипедный спорт               | Федерация велосипедного спорта России               | Екимов, Вячеслав Владимирович    |      |
| Водное поло                      | Федерация водного поло России                       | Власенко, Алексей Викторович     |      |
| Волейбол (в т. ч. пляжный)       | Всероссийская федерация волейбола                   | Шевченко, Станислав Владимирович |      |
| Гандбол                          | Федерация гандбола России                           | Шишкарёв, Сергей Николаевич      |      |
| Гольф                            | Ассоциация гольфа России                            | Христенко, Виктор Борисович      |      |
| Гребля на байдарках и каноэ      | Всероссийская федерация гребли на байдарках и каноэ | Архипов, Евгений Юрьевич         |      |
| Гребной слалом                   | Федерация гребного слалома России                   | Папуш, Сергей Павлович           |      |
| Дзюдо                            | Федерация дзюдо России                              | Анисимов, Василий Васильевич     |      |
| Карате                           | Федерация каратэ России                             | Цой, Сергей Петрович             |      |
| Конный спорт                     | Федерация конного спорта России                     | Сечина, Марина Владимировна      |      |
| Лёгкая атлетика                  | Всероссийская федерация лёгкой атлетики             | Фрадков, Пётр Михайлович         |      |
| Настольный теннис                | Федерация настольного тенниса России                | Бабаков, Александр Михайлович    |      |
| Парусный спорт                   | Всероссийская федерация парусного спорта            | Силкин, Владимир Николаевич      |      |
| Плавание                         | Всероссийская федерация плавания                    | Сальников, Владимир Валерьевич   |      |
| Прыжки в воду                    | Российская федерация прыжков в воду                 | Дружинин, Станислав Владимирович |      |
| Прыжки на батуте                 | Федерация прыжков на батуте России                  | Макаров, Николай Викторович      |      |
| Регби                            | Федерация регби России                              | Артемьев, Игорь Юрьевич          |      |
| Сёрфинг                          | Российская федерация сёрфинга                       | Кнаус, Андрей Витальевич         |      |
| Синхронное плавание              | Федерация синхронного плавания России               | Власенко, Алексей Викторович     |      |
| Скалолазание                     | Федерация скалолазания России                       | Бычков, Дмитрий Анатольевич      |      |
| Сквош                            | Федерация сквоша России                             |                                  |      |
| Скейтбординг                     | Федерация скейтбординга России                      | Вдовин, Илья Андреевич           |      |
| Современное пятиборье            | Федерация современного пятиборья России             | Аминов, Вячеслав Маркович        |      |
| Софтбол                          | Федерация бейсбола и софтбола России                | Киселёв, Дмитрий Алексеевич      |      |
| Спортивная гимнастика            | Федерация спортивной гимнастики России              | Титов, Василий Николаевич        |      |
| Стрелковый спорт                 | Стрелковый союз России                              | Лисин, Владимир Сергеевич        |      |
| Стрельба из лука                 | Российская федерация стрельбы из лука               | Ешеев, Владимир Николаевич       |      |
| Теннис                           | Федерация тенниса России                            | Тарпищев, Шамиль Анвярович       |      |
| Триатлон                         | Федерация триатлона России                          | Шойгу, Ксения Сергеевна          |      |
| Тхэквондо                        | Союз тхэквондо (ВТФ) России                         | Терехов, Анатолий Константинович |      |
| Тяжёлая атлетика                 | Федерация тяжёлой атлетики России                   | Агапитов, Максим Октябринович    |      |
| Фехтование                       | Федерация фехтования России                         | Михайлов, Александр Юрьевич      |      |
| Футбол                           | Российский футбольный союз                          | Дюков, Александр Валерьевич      |      |
| Хоккей на траве                  | Федерация хоккея на траве России                    | Александров, Николай Вадимович   |      |
| Художественная гимнастика        | Всероссийская федерация художественной гимнастики   | Винер, Ирина Александровна       |      |

Также членом ОКР является Всероссийская ассоциация летних олимпийских видов спорта (ВАЛОВС), президент — Василий Титов.

### Зимние виды спорта
| Вид спорта                             | Название федерации/союза                                          | Руководитель                     | Сайт |
| -------------------------------------- | ----------------------------------------------------------------- | -------------------------------- | ---- |
| Биатлон                                | Союз биатлонистов России                                          | Майгуров, Виктор Викторович      |      |
| Бобслей                                | Федерация бобслея России                                          | Аникина, Елена Рамелевна         |      |
| Горнолыжный спорт                      | Российская федерация горнолыжного спорта                          | Мельников, Леонид Васильевич     |      |
| Кёрлинг                                | Федерация кёрлинга России                                         | Свищёв, Дмитрий Александрович    |      |
| Конькобежный спорт (в т. ч. шорт-трек) | Союз конькобежцев России                                          | Кравцов, Алексей Юрьевич         |      |
| Лыжное двоеборье                       | Федерация прыжков на лыжах с трамплина и лыжного двоеборья России | Дубровский, Дмитрий Эдуардович   |      |
| Лыжные гонки                           | Федерация лыжных гонок России                                     | Вяльбе, Елена Валерьевна         |      |
| Прыжки на лыжах с трамплина            | Федерация прыжков на лыжах с трамплина и лыжного двоеборья России | Дубровский, Дмитрий Эдуардович   |      |
| Санный спорт                           | Федерация санного спорта России                                   | Гарт, Наталия Сергеевна          |      |
| Скелетон                               | Федерация бобслея России                                          | Аникина, Елена Рамелевна         |      |
| Сноуборд                               | Федерация сноуборда России                                        | Тихомиров, Денис Валерьевич      |      |
| Фигурное катание                       | Федерация фигурного катания на коньках России                     | Горшков, Александр Георгиевич    |      |
| Фристайл                               | Федерация фристайла России                                        | Курашов, Алексей Николаевич      |      |
| Хоккей с шайбой                        | Федерация хоккея России                                           | Третьяк, Владислав Александрович |      |

Также членом ОКР является Ассоциация лыжных видов спорта России, созданная в 2005 году, в которую входят Российская федерация горнолыжного спорта, Федерация лыжных гонок России, Федерация прыжков на лыжах с трамплина  и лыжного двоеборья России, Федерация сноуборда России, Федерация фристайла России. Президентом Ассоциации является Елена Вяльбе. Также членом ОКР является Ассоциация зимних олимпийских видов спорта (председатель — Владимир Кожин).

## Неолимпийские виды спорта
| Вид спорта                | Название федерации/союза                                                   | Руководитель                  | Сайт |
| ------------------------- | -------------------------------------------------------------------------- | ----------------------------- | ---- |
| Авиационный спорт         | Федерация авиационного спорта России                                       | Ананов, Сергей Константинович |      |
| Автоспорт                 | Российская автомобильная федерация                                         | Кирьянов, Виктор Николаевич   |      |
| Альпинизм                 | Федерация альпинизма России                                                | Волков, Андрей Евгеньевич     |      |
| Бильярдный спорт          | Федерация бильярдного спорта России                                        | Завальный, Павел Николаевич   |      |
| Боулинг                   | Федерация спортивного боулинга России                                      | Лисицын, Сергей Николаевич    |      |
| Воднолыжный спорт         | Федерация воднолыжного спорта России                                       | Волохов, Виктор Николаевич    |      |
| Водно-моторный спорт      | Федерация водно-моторного спорта России                                    | Лукманов, Юнис Халитович      |      |
| Мотоциклетный спорт       | Федерация мотоциклетного спорта России                                     | Джеус, Александр Васильевич   |      |
| Подводный спорт           | Федерация подводного спорта России                                         | Аржанова, Анна Викторовна     |      |
| Самбо                     | Всероссийская федерация самбо                                              | Елисеев, Сергей Владимирович  |      |
| Спортивная акробатика     | Федерация спортивной акробатики России                                     | Никитин, Никита Викторович    |      |
| Спортивное ориентирование | Федерация спортивного ориентирования России                                | Беляев, Сергей Георгиевич     |      |
| Сумо                      | Федерация сумо России                                                      | Илиев, Роман Лазирович        |      |
| Танцевальный спорт        | Всероссийская федерация танцевального спорта и акробатического рок-н-ролла | Ерастова, Надежда Викторовна  |      |
| Ушу                       | Федерация ушу России                                                       | Музруков, Глеб Николаевич     |      |
| Хоккей с мячом            | Федерация хоккея с мячом России                                            | Скрынник, Борис Иванович      |      |
| Шахматы                   | Федерация шахмат России                                                    | Филатов, Андрей Васильевич    |      |
| Парашютный спорт          | Федерация парашютного спорта России                                        | Барабаш, Андрей Алексеевич    | [72] |